# Relizane (tỉnh)
Relizane (tiếng Ả Rập: ولاية غليزان ) là một wilaya của Algérie. Tỉnh lỵ là Relizane. Các đô thị khác có Bendaoud, Bouzegza, Hamri, Kalaa, Mazouna và Zemmoura.

## Các đơn vị hành chính
Tỉnh này gồm 13 huyện và 38 đô thị. Các huyện bao gồm:
- Ammi Moussa
- Zemmoura
- El Matmar
- Oued Rhiou
- Mazouna
- Mendes
- Yellel
- El H'Madna
- Aïn Tarek
- Ramka
- Djidiouia
- Sidi M'Hamed Ben Ali
- Relizane